# 阿瑟 (名)
阿瑟（英語：Arthur），也常译作亚瑟、阿图尔等，是西方常见的男性人名。

## 著名人物
- 亚瑟王，不列颠传说中的国王

## 变体
- 德語：（中译阿图尔）
- 德語：（中译阿瑟）
- 法語：（中译阿蒂尔）
- 俄语：，羅馬化：Artur（中译阿尔图尔）

|  | 本页或本分段罗列了有着相同名的人物，如果是一个内链将您引导到本页，您可能愿意通过点击对应的链接到达想要的条目。 |